# مايك روز (كاتب)
مايك روز (بالألمانية: Mike Rose)‏ هو رسام وكاتب ومؤلف وشاعر ألماني، ولد في 22 نوفمبر 1932 في Grünenplan ‏ في ألمانيا، وتوفي في 16 أغسطس 2006 في بامبرغ في ألمانيا.